# Ancelle del Santissimo Sacramento e dell'Immacolata
Le ancelle del Santissimo Sacramento e dell'Immacolata (in spagnolo Esclavas del Santísimo Sacramento y de la Inmaculada; sigla A.S.S.I.) sono un istituto religioso femminile di diritto pontificio.

## Storia
La congregazione fu fondata da María Rosario Lucas Burgos: già religiosa nella congregazione della Sacra Famiglia di Bordeaux, ebbe mansioni di insegnante ma, non sentendosi attratta da questa forma di apostolato, chiese invano di essere assegnata a una casa dove si praticava l'adorazione perpetua.
A causa di una malattia tornò a casa dei genitori a Melilla e, guarita, il 24 febbraio 1944 diede inizio a Malaga a una nuova comunità religiosa, interamente dedicata al culto eucaristico. Per la fondazione poté contare sul sostegno dal gesuita José Antonio de Aldama Pruaño, che redasse le costituzioni della congregazione.
L'istituto fu canonicamente eretto dall'arcivescovo di Granada nel 1948.

## Attività e diffusione
Le suore conducono vita contemplativa in clausura e si dedicano alla confezione di paramenti sacri.
Oltre che in Spagna, sono presenti in Guatemala, in Perù e a Porto Rico; la sede generalizia è a Cordova.
Alla fine del 2015 la congregazione contava 180 religiose in 17 case.